# Mistrzostwa Polski w Łyżwiarstwie Szybkim na Dystansach 2003
17. Mistrzostwa Polski w Łyżwiarstwie Szybkim na Dystansach 2003 odbyły się w dniach 21-22 grudnia 2002 roku na torze Stegny w Warszawie.
Na dystansie 500 metrów rozgrywane są dwa biegi i suma czasów z obu biegów decyduje o kolejności zawodników. Podczas mistrzostw nie rozegrano biegów na 5000 metrów kobiet i 10 000 metrów wśród mężczyzn.

## Kobiety
| Konkurencja: | 1. miejsce                          | Rezultat | 2. miejsce                               | Rezultat | 3. miejsce                                | Rezultat |
| 500 m        | Katarzyna Wójcicka SKŁ Górnik Sanok | 86,32    | Karolina Ksyt Pilica Tomaszów Mazowiecki | 87,46    | Anna Stawińska Pilica Tomaszów Mazowiecki | 89,15    |
| 1000 m       | Katarzyna Wójcicka SKŁ Górnik Sanok | 1:27,30  | Karolina Ksyt Pilica Tomaszów Mazowiecki | 1:28,78  | Luiza Złotkowska MKS MOS Pruszków         | 1:29,70  |
| 1500 m       | Katarzyna Wójcicka SKŁ Górnik Sanok | 2:12,46  | Karolina Ksyt Pilica Tomaszów Mazowiecki | 2:16,31  | Luiza Złotkowska MKS MOS Pruszków         | 2:17,43  |
| 3000 m       | Katarzyna Wójcicka SKŁ Górnik Sanok | 4:41,07  | Monika Cłapa Pilica Tomaszów Mazowiecki  | 4:44,99  | Magdalena Gołębiewska WTŁ Stegny Warszawa | 4:46,23  |
| 5000 m       | -                                   | -        | -                                        | -        | -                                         | -        |

## Mężczyźni
| Konkurencja: | 1. miejsce                                    | Rezultat | 2. miejsce                                     | Rezultat | 3. miejsce                               | Rezultat |
| 500 m'       | Paweł Abratkiewicz Pilica Tomaszów Mazowiecki | 74,73    | Rafał Gąsior AZS Zakopane                      | 76,07    | Maciej Ustynowicz Marymont Warszawa      | 76,30    |
| 1000 m       | Paweł Abratkiewicz Pilica Tomaszów Mazowiecki | 1:14,59  | Rafał Gąsior AZS Zakopane                      | 1:15,76  | Marcin Gralla Orzeł Elbląg               | 1:17,30  |
| 1500 m       | Paweł Zygmunt Erbet Krynica                   | 1:57,24  | Arkadiusz Skoneczny Pilica Tomaszów Mazowiecki | 1:59,07  | Konrad Niedźwiedzki AZS Zakopane         | 1:59,63  |
| 5000 m       | Paweł Zygmunt Erbet Krynica                   | 7:07,24  | Witold Mazur Zryw Sanok                        | 7:12,89  | Jaromir Radke Pilica Tomaszów Mazowiecki | 7:14,99  |
| 10 000 m     | -                                             | -        | -                                              | -        | -                                        | -        |